# Drottninghög

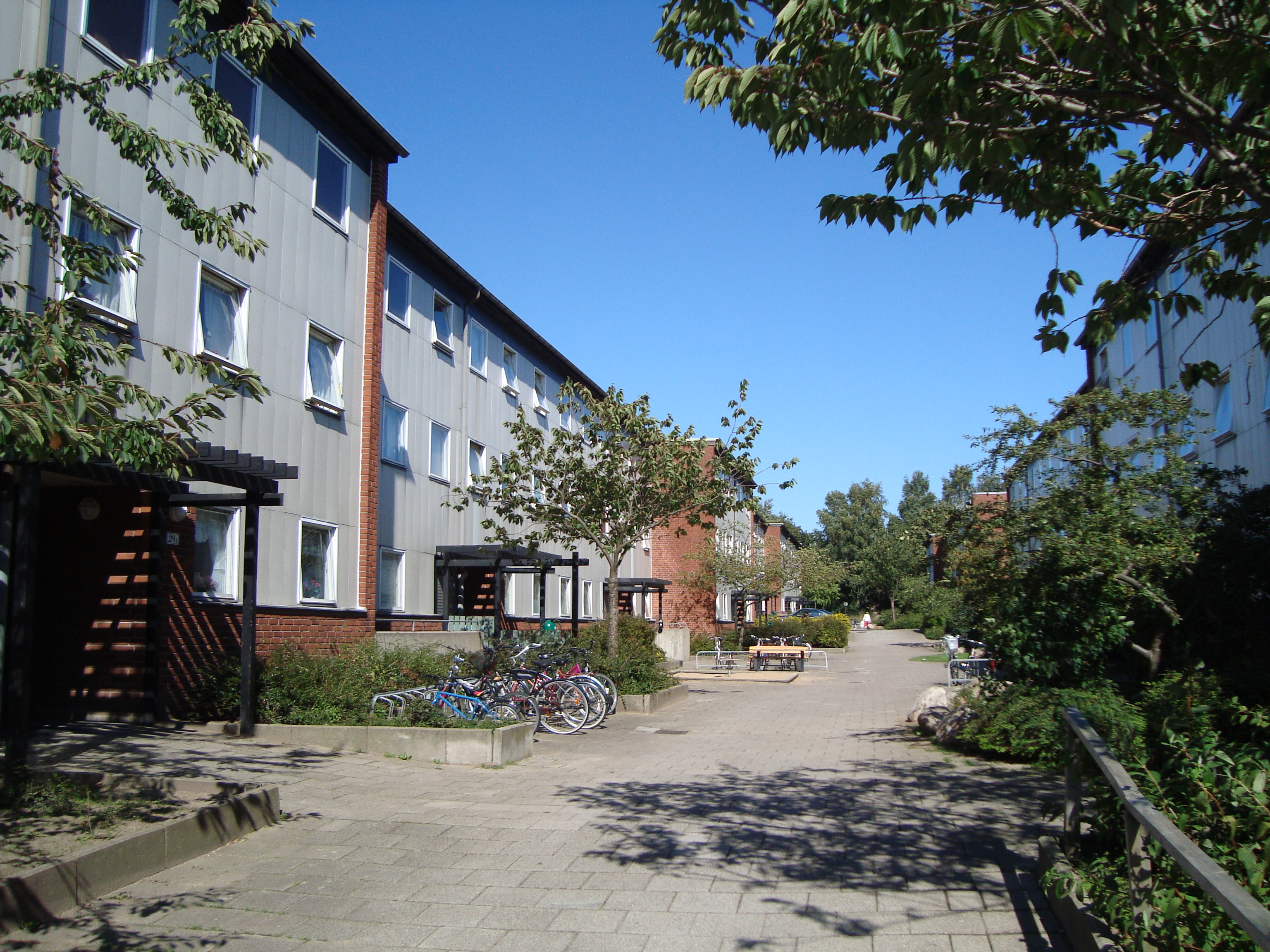
Innergård.

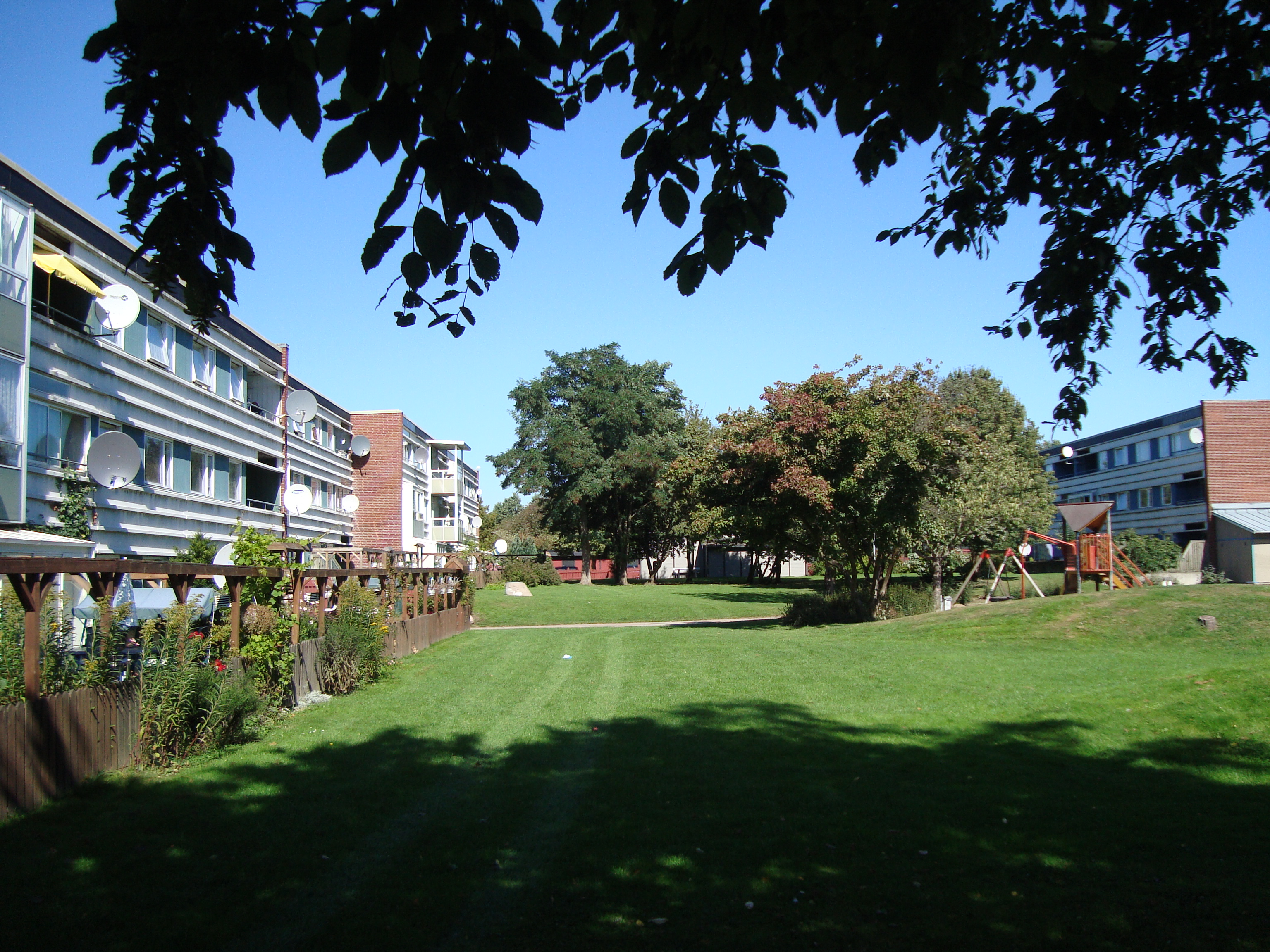
Grönyta.

Drottninghög är en stadsdel belägen i nordöstra Helsingborg. Området beboddes av 2 711 personer den 31 december 2020. Sitt namn har stadsdelen fått av en förhistorisk gravhög som tidigare fanns på platsen.

## Stadsbild
Bostadsområdet begränsas av Vasatorpsvägen i söder, Drottningshögsvägen i norr och öster och Regementsvägen i väster. Områdets bebyggelse består totalt av 52 flerbostadshus, som till största delen utgörs av lamellhus i tre våningar, orienterade i nord-sydlig riktning, uppdelade i tre olika områden som omger centrumbebyggelsen i stadsdelens mitt. I varje område finns ett u-format hus med loftgångar, som skiljer sig från den övriga bebyggelsen. Lamellhusen är orienterade kring gemensamma gårdar med hårdytor, medan området mellan de grupperade husen utgörs av en bredare grönyta. Byggnaderna och områdets stadsplan styrdes av en produktionsmetod som kallades för "produktionsanpassad projektering", vilket betydde att arkitekternas vision fick stå tillbaka för byggherrens och entreprenörens syn på effektivt och rationellt byggande. Husens placering bestämdes mer av var rälsen för byggkranarna drogs än av hur rummet mellan dem ansågs vara utformat enligt arkitekterna.
Lamellhusen är utförda i prefab-element av betong och har i de flesta fall plantak. Husen är något uppdelade i olika huskroppar som är diskret förskjutna från varann för att bryta upp de annars enformiga fasaderna. Fasaderna mot gårdarna är slutna till uttrycket, medan fasaderna mot grönytorna är mer öppna. Byggnaderna förbinds med olika cykel- och gångstråk och all biltrafik är förlagd till områdets ytterkanter genom gatorna Blåkullagatan, Grönkullagatan och Rökullagatan, där parkering och garage ligger ut mot de omgivande matargatorna. 
Centralt placerat i söder ligger Drottninghögs centrum, där bebyggelsen är lägre och utgörs av olika serviceverksamheter, butiker och skola. Centrumbyggnaden ligger ut mot Vasatorpsgatan och dess byggnader är orienterade kring två hårdlagda, torgliknande ytor. Norr om byggnaden, på en mycket central plats i området, ligger Drottninghögsskolan med tillhörande skolgårdar och i väster ligger Den gode herdens kyrka. I nordväst ligger ett större grönområde med friluftsbad i det norra hörnet och tennisplan och lekplats i söder.

## Historia
Under medeltiden bestod området som nu utgör stadsdelen Drottninghög till största delen av fäladsmark mellan Helsingborg och den nu nästan helt försvunna byn Filborna. Byn var belägen i korsningen mellan nuvarande Vasatorps-/Välavägen och Hunnetorpsvägen, numera Österleden, och bestod under medeltiden av 18 gårdar med tillhörande marker. Bebyggelsen har genom arkeologiska undersökningar kunnat dateras tillbaka till början av 900-talet. Äldre spår är av mer fragmenterad art och är därför svår att analysera, men på grund av bebyggelsens kontinuitet kan platsen ha varit bebodd ännu tidigare. Spår av människor i området kan spåras tillbaka till bondestenåldern. En numera försvunnen gravhög från yngre bronsåldern, som i folkmun kallades för Dronningahöjen, har gett stadsdelen dess namn. Denna kan ses på den skånska rekognosceringskartan från 1810 tillsammans med två andra gravhögar. Dessa högar låg ungefär 50 meter öster om nuvarande Fredriksdals vattentorn. Då drottninghögar oftast förekommer i samband med kungshögar är det möjligt att den större av dessa högar varit en kungshög. Drottninghögen undersöktes första gången 1903, vilket resulterade i ett antal bronsåldersfynd. Högen kom att förändras kraftigt under andra världskriget, då en bunker anlades på platsen och när bostadsområdet byggdes ut på 1960-talet togs högen efter ytterligare undersökningar bort helt.
Längs områdets nordvästra sida löpte en större landsväg från Helsingborg mot Ängelholm och Småland. Området användes fram till enskiftet som betesmarker, främst för befolkningen i Filborna, men även Helsingborgs invånare släppte ut sitt boskap på bete i området. Några klara gränser mellan de två orternas ägor ses inte förrän en karta från 1700-talets början, då lantmätaren Laurentz Wretsmay stakade ut gränserna i området. Den nuvarande stadsdelen Drottninghög kom därigenom att till största delen ligga på Filborna bys ägor; endast den allra västligaste delen tillhörde Helsingborg.
När enskiftet började genomföras i Sverige med start vid 1700-talets slut, kom Filborna by successivt att delas upp och gårdar flyttades från byn ut i åkerbygden. Gård nr 5 flyttades under 1800-talets början ut till området kring drottninghögen och kom därför att benämnas efter denna. Denna gård kom däremot senare att grävas bort och flyttas till en ny plats vid Drottninghögsvägen. Från 1918 kom gården att mestadels syssla med fruktodling som så småningom kom att omfatta ett 14 hektar stort område söder om gården. Gården hade under 1900-talets första decennier även en större jordgubbsodling, men fokuserade senare all verksamhet till fruktodling. Innan utbyggnaden av bostadsområdet var den enda bebyggelsen i området ett antal mindre småindustrier, bland annat fanns en grusgrop med kalkbränneri tillhörande Helsingborgs Cinders- & Kalkfabriks AB.
Under 1960-talets början började planerna för utbyggnaden av området att ta form. Projektet var Helsingborgs stads dittills största och omfattade 1 100 lägenheter uppförda mellan 1966 och 1969. Bostäderna byggdes i Helsingborgshems regi till en total kostnad av 87 miljoner kronor.

## Befolkningsutveckling
| Befolkningsutvecklingen i Drottninghög 2000–2020 | Befolkningsutvecklingen i Drottninghög 2000–2020 | Befolkningsutvecklingen i Drottninghög 2000–2020 | Befolkningsutvecklingen i Drottninghög 2000–2020 | Befolkningsutvecklingen i Drottninghög 2000–2020 |
| ------------------------------------------------ | ------------------------------------------------ | ------------------------------------------------ | ------------------------------------------------ | ------------------------------------------------ |
|                                                  |                                                  |                                                  |                                                  |                                                  |
| År                                               |                                                  |                                                  | Folkmängd                                        |                                                  |
| 2000                                             | 2000                                             |                                                  | 2 534                                            |                                                  |
| 2001                                             | 2001                                             |                                                  | 2 577                                            |                                                  |
| 2002                                             | 2002                                             |                                                  | 2 600                                            |                                                  |
| 2003                                             | 2003                                             |                                                  | 2 630                                            |                                                  |
| 2004                                             | 2004                                             |                                                  | 2 650                                            |                                                  |
| 2005                                             | 2005                                             |                                                  | 2 708                                            |                                                  |
| 2006                                             | 2006                                             |                                                  | 2 808                                            |                                                  |
| 2007                                             | 2007                                             |                                                  | 2 927                                            |                                                  |
| 2008                                             | 2008                                             |                                                  | 3 002                                            |                                                  |
| 2009                                             | 2009                                             |                                                  | 2 960                                            |                                                  |
| 2010                                             | 2010                                             |                                                  | 3 068                                            |                                                  |
| 2011                                             | 2011                                             |                                                  | 3 069                                            |                                                  |
| 2012                                             | 2012                                             |                                                  | 3 082                                            |                                                  |
| 2013                                             | 2013                                             |                                                  | 3 082                                            |                                                  |
| 2014                                             | 2014                                             |                                                  | 3 093                                            |                                                  |
| 2015                                             | 2015                                             |                                                  | 3 055                                            |                                                  |
| 2016                                             | 2016                                             |                                                  | 2 940                                            |                                                  |
| 2017                                             | 2017                                             |                                                  | 2 863                                            |                                                  |
| 2018                                             | 2018                                             |                                                  | 3 000                                            |                                                  |
| 2019                                             | 2019                                             |                                                  | 2 929                                            |                                                  |
| 2020                                             | 2020                                             |                                                  | 2 711                                            |                                                  |

## Demografi

### Befolkningssammansättning
Statistikområdet Drottninghög hade 2 711 invånare den 1 januari 2020, vilket utgjorde 2,9 % av befolkningen i hela Helsingborgs tätort (här alla statistikområden i Helsingborgs kommuns innerområde, motsvarande Helsingborgs tätort inklusive vissa närliggande småorter). Medelåldern var vid samma tid 34,6 år, vilket är den näst lägsta medelåldern av Helsingborgs stadsdelar, efter Mariastaden. Ålderfördelningen i stadsdelen är kraftigt förskjuten åt åldersgrupperna för barn och ungdomar. Drottninghög är den stadsdel med högst andel i åldern 0 till 9 år (17,9 %) och åldern 10 till 19 år (16,3 %). Samtidigt har stadsdelen en lägre andel personer över 50 år än genomsnittet för staden.
Andelen personer med utländsk bakgrund, alltså personer som antingen är födda utanför Sverige eller har föräldrar som båda är födda utanför Sverige, var inom statistikområdet 52,5 %, vilket är den näst högsta andelen i staden efter Söder och högt över medelvärdet för Helsingborg med 30,3 %. Av de invånare som är födda utanför Sverige hade Drottninghög den lägsta andelen personer födda i Norden och en högre andel födda utanför Europa än genomsnittet för staden.
| Åldersfördelning (2020) |        |  |  |  |
| Åldersgrupp             | Andel  |  |  |  |
| 0–9                     | 17,9 % |  |  |  |
| 0–9                     | 11,5 % |  |  |  |
| 10–19                   | 16,3 % |  |  |  |
| 10–19                   | 10,7 % |  |  |  |
| 20–29                   | 12,5 % |  |  |  |
| 20–29                   | 14,7 % |  |  |  |
| 30–39                   | 13,8 % |  |  |  |
| 30–39                   | 14,1 % |  |  |  |
| 40–49                   | 11,8 % |  |  |  |
| 40–49                   | 12,1 % |  |  |  |
| 50–59                   | 10,7 % |  |  |  |
| 50–59                   | 12,5 % |  |  |  |
| 60–69                   | 7,8 %  |  |  |  |
| 60–69                   | 10,3 % |  |  |  |
| 70–79                   | 6,2 %  |  |  |  |
| 70–79                   | 8,8 %  |  |  |  |
| 80–                     | 2,9 %  |  |  |  |
| 80–                     | 5,1 %  |  |  |  |
|                         |        |  |  |  |
|                         |        |  |  |  |
| Medelålder              | 34,6   |  |  |  |
| Medelålder              | 40,7   |  |  |  |

| Utländsk bakgrund (2020)                |        |  |  |  |
|                                         |        |  |  |  |
| Andel                                   | 52,5 % |  |  |  |
| Andel                                   | 30,3 % |  |  |  |
| Födelseland (för födda utanför Sverige) |        |  |  |  |
| Region                                  | Andel  |  |  |  |
| Övriga Norden                           | 2,7 %  |  |  |  |
| Övriga Norden                           | 7,3 %  |  |  |  |
| Övriga Europa                           | 39,2 % |  |  |  |
| Övriga Europa                           | 37,8 % |  |  |  |
| Övriga Världen                          | 58,1 % |  |  |  |
| Övriga Världen                          | 54,8 % |  |  |  |

### Utbildning och inkomst
Befolkningen på Drottninghög hade den 31 december 2020 en generellt sett lägre utbildningsnivå än Helsingborg som helhet. Andelen invånare mellan 20 och 64 år med endast förgymnasial utbildning var den högsta bland stadens stadsdelar och andelen med 3-årig gymnasial utbildning, samt eftergymnasial utbildning var den lägsta i staden. Störst var andelen med förgymnasial utbildning, med 31,2 %. Medelinkomsten för statistikområdet uppgick 2020 till 287 300 kronor jämfört med 402 800 kronor för Helsingborg som helhet, vilket är den lägsta i staden. Drottninghög hade den lägsta medelinkomsten för män och den näst lägsta för kvinnor, efter Planteringen. Kvinnornas medelinkomst uppgick till 82,5 % av männens, vilket var en mindre skillnad än för hela Helsingborgs tätort där andelen uppgick till knappt 80 %.
| Utbildningsnivå (2020) |        |  |  |  |
| Utbildning             | Andel  |  |  |  |
| Förgymnasial           | 31,2 % |  |  |  |
| Förgymnasial           | 13,2 % |  |  |  |
| Gymnasial (≤2 år)      | 25,0 % |  |  |  |
| Gymnasial (≤2 år)      | 16,8 % |  |  |  |
| Gymnasial (3 år)       | 20,3 % |  |  |  |
| Gymnasial (3 år)       | 25,8 % |  |  |  |
| Eftergymn. (<3 år)     | 10,6 % |  |  |  |
| Eftergymn. (<3 år)     | 16,8 % |  |  |  |
| Eftergymn. (≥3 år)     | 9,9 %  |  |  |  |
| Eftergymn. (≥3 år)     | 24,4 % |  |  |  |
| Ingen uppgift          | 3,0 %  |  |  |  |
| Ingen uppgift          | 3,0 %  |  |  |  |

| Förvärvsinkomst (2020) |         |  |  |  |
| Kön                    | Inkomst |  |  |  |
| Kvinnor                | 257,2   |  |  |  |
| Kvinnor                | 356,9   |  |  |  |
| Män                    | 311,6   |  |  |  |
| Män                    | 446,6   |  |  |  |
| Samtliga               | 287,3   |  |  |  |
| Samtliga               | 402,8   |  |  |  |

### Sysselsättning och hälsa
Arbetslösheten för personer mellan 20 och 64 år uppgick år 2020 till totalt 22,1 %, vilket var den högsta siffran bland Helsingborgs stadsdelar. Arbetslösheten för kvinnor var högre än den för män och även den den högsta i staden. För män var arbetslösheten den näst högsta efter Planteringen. Den öppna arbetslösheten uppgick 2020 till 11,8 %. Andelen förvärvsarbetande uppgick 2020 till totalt 55,2 %. Av de med arbete i stadsdelen pendlade 789 personer till arbeten utanför stadsdelen år 2020, medan 808 pendlade in från utanför Drottninghög till arbeten i stadsdelen.
Det genomsnittliga antalet utbetalda dagar med sjukpenning, arbetsskadesjukpenning, rehabiliteringspenning, sjukersättning och aktivitetsersättning från socialförsäkringen för stadsdelen uppgick år 2020 till 38 dagar, vilket var högre än de 23 dagar som gällde för Helsingborg som helhet. Ohälsotalet var större för kvinnorna än för männen och Drottninghög var den stadsdel med näst högst ohälsotal för kvinnor i staden efter Dalhem.
| Arbetslöshet (2020) |        |  |  |  |
| Kön                 | Andel  |  |  |  |
| Kvinnor             | 23,1 % |  |  |  |
| Kvinnor             | 9,8 %  |  |  |  |
| Män                 | 21,0 % |  |  |  |
| Män                 | 10,2 % |  |  |  |
| Samtliga            | 22,1 % |  |  |  |
| Samtliga            | 11,1 % |  |  |  |

| Ohälsotal (2020) |       |  |  |  |
| Kön              | Dagar |  |  |  |
| Kvinnor          | 47    |  |  |  |
| Kvinnor          | 27    |  |  |  |
| Män              | 28    |  |  |  |
| Män              | 19    |  |  |  |
| Samtliga         | 38    |  |  |  |
| Samtliga         | 23    |  |  |  |